# Anthela rubriscripta
Anthela rubriscripta là một loài bướm đêm thuộc họ Anthelidae được Thomas Pennington Lucas mô tả đầu tiên năm 1891. Loài này có ở Úc.